# Sunny Myers vs. NWA
Sunny Myers war in den Zeiten des „Alliance“-Banners der späteren National Wrestling Alliance einer der wenigen Superstars, über den die „Alliance“ verfügte. So trat Myers in Kansas City mehrmals in der Midwest Wrestling Association gegen Orville Brown an und konnte auch mehrmals in anderen Promotionen Titel gewinnen.

## Verpflichtung in der NWA Iowa
Einen ganz besonderen Push erhielt Sunny Myers, als er am 3. November 1947 von Paul „Pinkie“ George in Des Moines zum Inhaber des World Title ernannt wurde. Etwas später trat er in Kansas City auch um den MWA-Titel von Orville Brown an. Doch bereits am 5. Januar 1948 endete der begonnene Aufbau Myers’ durch George.  Myers musste in Des Moines seinen NWA-Titel an Brown abtreten. Paul George stand nun vor dem Problem, dass er Myers in der NWA Iowa für eine gewisse Zeit als Champion verpflichtet hatte und das dessen Vertrag als Champion noch lief, als man ihn den Titel verlieren ließ.
George begann nun mit Sunny Myers um einen Verkauf von dessen Titelansprüchen zu verhandeln. Da man sich beiderseits nicht über eine Summe einigen konnte, erkannte Paul George Myers im Oktober 1948 den Titel letztendlich ab und entließ diesen aus seinem laufenden Vertrag. Sunny Myers war jedoch nicht bereit, dieses so einfach hinzunehmen und sann erstmals über rechtliche Schritte nach.

## Vereinigung des NWA Iowa mit dem MAW-Titel
Am 18. Juli 1948 wurde bei einem Treffen zwischen Paul George und fünf weiteren Promotoren beschlossen, einen einheitlichen und von allen NWA-Repräsentanten anerkannten  World Title einzuführen. Laut den Anwesenden sollte der erste Träger dieser Championship Orville Brown sein. Im Oktober 1948 führte man diese NWA World Championship ein, als man den Titel der NWA Iowa mit dem der MWA vereinte.

## Tri-State Wrestling
Ab 1950 wurde Sunny Myers als Nachfolger von Leroy McGuirk gehandelt, der im Februar seine Karriere aufgrund eines Autounfalls beenden musste. Er trat nun um die NWA Junior Heavyweight Championship an, die seiner Gewichtsklasse mehr entsprach, als der übergeordnete World Title.

Am 23. Juni 1951 trat Sunny Myers in Angleton gegen den für seine Brutalität bekannten Wrestler Jackson an. An diesem Tage sah sich Myers erstmals in einer Wrestling-Veranstaltung dem Tod gegenüber: Jackson bearbeitete Myers während des Matches mit einem Messer. Jackson schnitt Sunny Myers schließlich eine 16 ½ Inch lange Wunde in den Körper, die von einem anwesenden Ringarzt noch vor Ort mit 258 Stichen genäht werden musste, da Myers’ zu verbluten drohte.

## NWA Chicago
Im November 1952 verpflichtete sich Myers für drei Jahre bei Jim Barnett in Chicago und trat nun für die NWA Chicago an. Im Sommer 1953 nahm Myers Kontakt mit Alexander Karras auf. Dieser machte Myers darauf aufmerksam, dass dieser nach geltenden NWA-Regeln Paul „Pinkie“ George wegen Vertragsbruch verklagen könne. So reichte Sunny Myers am 12. August 1953 seine Klage ein.

## Der Prozess
Paul George und Sunny Myers versuchten nach dessen Klageeinreichung einen Konsens zu finden. Aber der NWA-Präsident Sam Muchnick nahm diese als einen „persönlichen Angriff“ auf ihn wahr und boykottierte von nun an Myers. Dieser schrieb am 7. Oktober 1954 an Paul George, dass Sam Muchnick ihn nicht mehr im Territorium St. Louis einsetzen und das ihrer beider Probleme miteinander von Muchnick auf alle Booker der NWA übertragen würde.

Paul George hatte auf Druck Muchnicks im März 1953 seine Promotion schließen müssen und stand mit diesem ebenfalls auf Kriegsfuß. George hatte sich fast vollständig vom Wrestling zurückgezogen und schrieb Myers zur Antwort: Ich würde mich freuen, wenn wir Freunde werden könnten.  Dazu sollte es aber nicht mehr kommen.
Am 2. August 1955 wurde vom Bezirksgericht Süd-Iowa der Prozess Harold C. „Sunny“ Myers vs. P. L. George and the National Wrestling Alliance eröffnet. Bei diesem Prozess, der von der Öffentlichkeit aufmerksam verfolgt wurde, wurde es offensichtlich, dass Wrestling nicht  Sport, sondern in erster Linie ein knallhartes Geschäft war, das lediglich einen „sportlichen Anstrich“ erhalten hatte.

So berichtete beispielsweise die Zeitung Des Moines Register in einer Meldung, über die immer noch bestehenden Mafia-ähnlichen Methoden von Seiten der NWA. So befragte Myers’ Anwalt, James G. McDowell, den Wrestler Alphonse „Babe“ Bisignano, ob dieser mal versucht hatte, in Iowa eine Verpflichtung zu bekommen. Bisignano bejahte das. 

Daraufhin wurde Bisignano befragt, ob es für unabhängige Wrestler irgendwelche Beschränkungen von Seiten der NWA gäbe. Dieser antwortete ausweichend, das man dieses so sehen könne. 

Bisignano wurde nun von Richter Edwin R. Hicklin ärgerlich angefahren, nur mit „ja“ oder „nein“ zu antworten. Darauf wandte sich dieser zu Hicklin und antwortete:  „Entweder führst du die Vorgaben durch oder du bist raus aus dem Geschäft!“  Diese Antwort kam einem deutlich umschriebenen „ja“ gleich.

## Das Urteil
Doch wider Erwarten kam das Geschworenengericht am 23. November 1959 zu dem einstimmigen Urteil, dass die Paul George und die NWA in Recht gewesen seien. Die Beklagten wurden freigesprochen und Sunny Myers hatte den Prozess verloren. Selbst Richter Hicklin bemerkte in seiner Urteilsbegründung, dass Myers’ Vorwürfe gegen die National Wrestling Alliance nicht mit dem Urteil vom Oktober 1956 im Widerspruch stehen würden. Die NWA wurde nur dazu verurteilt, Sunny Myers eine symbolische Entschädigung von 3000 US$ zu zahlen, doch dieser war inzwischen mit über 600.000 US$ hoch verschuldet.